# Сарацинские норы
Сарацинские норы (фр. Sarrasinières, иногда Sarrazinières) — во Франции искусственные подземные галереи протяженностью до 13 км, соединяющие город Лион с коммуной Мирибель (в 12 км северо-восточнее Лиона) — через Нерон (10 км от Лиона). Начинаются в Лионе от угла улиц Puits-Gaillot и du Griffon. Несмотря на название «сарацинские» (что обычно подразумевает мавров и арабов), имеют древнейшее происхождение, то есть задолго до эпохи арабских вторжений и до завоевания Галлии римлянами, и даже до возникновения первого поселения в тех краях кельтов.
По предположению Сержа Ютена, раз Сарацинские норы близки ко времени сооружения мегалитов, то они могли быть убежищами атлантов.
Сообщая об этом в 1975 году, Серж Ютен также упоминал существование возле города Лиона остатков крупного речного порта с обустроенными набережными из чёрного камня. Ныне руины находятся в удалении от лионской реки Роны, что подтверждает её более широкое русло в древности.